# Chaceon maritae
Chaceon maritae är en kräftdjursart som först beskrevs av Manning och Lipke Bijdeley Holthuis 1981.  Chaceon maritae ingår i släktet Chaceon och familjen Geryonidae. Inga underarter finns listade i Catalogue of Life.